# Лил Уейн
Дуейн Майкъл Картър (на английски: Dwayne Michael Carter Jr.), по-познат като Лил Уейн (на английски: Lil Wayne), е американски рап изпълнител и писател, както и президент на „Cash Money Records“ и CEO на „Young Money Entertainment“. Роден е на 27 септември 1982 година в Ню Орлиънс, Луизиана, САЩ. На деветгодишна възраст Лил Уейн е приет в „Cash Money Records“ като най-младия член на лейбъла. През 1997 г., Лил Уейн се присъединява към групата Hot Boyz, където също са Juveline, B.G. и Turk. Hot Boyz дебютира с Get It How U Live!. Също така през 1999 г., Лил Уейн издава своя платинен албум Tha Block Is Hot, от който са продадени над един милион копия в САЩ.
Въпреки че следващите му два албума Lights Out (2000) и 500 Degreez (2002) не са толкова успешни (достигат златен статус), Лил Уейн достига по-висока популярност през 2004 г. с The Carter, който включва сингъла „Go DJ“. Уейн участва в сингъла на Destiny's Child „Soldier“. През 2005 г., e издаден The Carter II. През 2006 и 2007 г., Лил Уейн издава няколко микстейпа и се появява на няколко популярни рап и R&B сингъла. Неговият най-успешен албум Tha Carter III, е издаден през 2008 г., през първата седмица са продадени 1,5 милиона копия в САЩ. Включва първия сингъл „Lollipop“ и печели награда Грами за най-добър рап албум. Лил Уейн издава своя дебютен рок албум Rebirth през 2010 г. През март 2010 г., Лил Уейн влиза в затвор в Ню Йорк за 8 месеца заради притежание на оръжие.

## Произход и детски години
Лил Уейн е роден и израства в Холигроув, квартал на Ню Орлиънс, Луизиана. Двамата му родители се развеждат, когато е на 2 години. Пише първата си песен на осем. През лятото на 1991 г. се среща с Брайън Уилямс, рапър и собственик на Cash Money Records. Картър записва freestyle на телефония секретар на Уилямс, който става ментор на младия Картър и го включва в Cash Money. Картър записва първия си албум True Story с рапъра B.G. По това време Картър е на 11, а B.G. е на 14. Той също така случайно се прострелва с пистолет калибър 0,44, когато е на 13.

## Музикална кариера

### Hot Boyz
Картър влиза в групата през 1997 на 15 години – най-младият член на групата. Същата година групата дебютира със своя албум Get It How U Live. Хот Боиз (на английски Hot Boys, понякога Hot Boy$ или Hot Boyz) е бивша американска рап група, активна от 1995 до 2001. През това време в групата се е говорело за издаване на друг албум, обаче нищо не е издадено. Групата се състои от рапъри от Ню Орлиънс в основата на Кеш Мъни Рекърдс (на английски Cash Money Records). В групата участват Джувинел (Juvenile), Лил Уейн (Lil Wayne), B.G и Търк (Turk – често наричан „Young Turk“ или „Lil Turk“). Рапърът Bulletproof е първият член на групата, но напуска преди издаването на техния първи албум. С рапъра B.G все още са в сериозен конфликт.

## Tha Carter III
Lil Wayne успява да продаде над 1 милион и половина копия от албума си „Tha Carter III“, само седмица след излизането на диска в САЩ. Това е първият албум, който успява да надскочи тази бройка след албума на 50 Cent „The Massacre“ през 2005 година 3 песни от албума също стават хитове: Lollipop(с участието на Static), A Milli и Got Money (с участието на T-Pain).

## Личен живот
Известният американски рапър е имал връзка с рапърката Трина по време на NBA Ол Стар Гейм в Компанията на Пепси в Денвър, Колорадо. По-късно двамата записват сингъла „Don't Trip“, който се появява и в нейния албум „Glamorest Life“. След това има слухове че са гаджета и щяли да се сгодят. В радио-интервю, Трина казва че връзката им е повече от „като брат и сестра“. По-късно, за Виктория Рап Бейсмент, Wayne отрича. В друго интервю Трина казва: „Той е един от най-сладките хора, които съм срещала... Толкова много си го обичам!“ после се засмива и казва: „И двамата сме много щастливи и затова целият свят трябва да знае“. През март 2006 година в списание ВАЙБ (на английски: VIBE) Литъл Уейн казва, че връзката му е била по-добра от предишната, защото: „Тя също е рапърка, и затова ние се разбираме“. Когато го попитали за пръстен, той се засмял и казал, че тя харесала някакъв пръстен и той го взел за нея.
Известният рапър има голям апартамент в Луизиана Супердоум.
Уейн има 4 деца, като най-възрастното от тях е неговата 15-годишна дъщеря на име Регинае Картър (името ѝ идва от втория му баща, Региналд Картър). Родена е, когато Лил Уейн е бил на 16 години от Антония Картър, с която той се развежда през 2006 година след 2-годишен брак.
Второто му дете, Дуейн III, е роден на 22 октомври, 2008 година в Синсинати, Охайо. s Третото му дете, Ленукс Самуел Ари, е родено от актрисата Лорен Лондон на 9 септември, 2009 година. Четвъртото и последно дете на Уейн (за сега) е момче и се казва Ниил Картър. То е родено от известната певица Нивеа на 30 ноември, 2009.
През 2005 година Уейн иска да завъши училище и се записва в Хюстънския университет в Хюстън, Тексас, като учи политическа наука, а по-късно се записва да учи и психология.
В сингъла „Know What I'm Doin“ рап звездата твърди, че се е прострелял „без да иска“ с оръжието на втория му баща по време на неговото детство.

## Дискография
- 1999: Tha Block Is Hot
- 2000: Lights Out
- 2000: Baller Blockin' Soundtrack (with Cash Money Millionaires)
- 2002: 500 Degreez
- 2003: Sqad Up 1 – 7
- 2003: Da Drought
- 2004: The Carter
- 2004: Da Drought 2
- 2004: The Prefix
- 2005: Tha Carter II
- 2005: The Suffix
- 2005: Dedication
- 2006: Like Father, Like Son (with Birdman)
- 2006: Dedication 2
- 2006: Blow (with Juelz Santana)
- 2007: Da Drought 3
- 2007: The Leak
- 2008: Tha Carter III
- 2008: Dedication 3
- 2009: We Are Young Money (with Young Money)
- 2009: No Ceilings
- 2010: Rebirth
- 2010: I Am Not A Human Being
- 2011: Tha Carter IV
- 2011: Red State
- 2011: Sorry 4 The Wait
- 2012: Dedication 4
- 2013: I Am Not A Human Being 2
- 2013: Dedication 5
- 2014: Rise of an Empire (with Young Money)
- 2014: Tha Carter V
- 2021: Tha Carter VI???